# Appleton (Washington)
Appleton az Amerikai Egyesült Államok északnyugati részén, Washington állam Klickitat megyéjében elhelyezkedő önkormányzat nélküli település.
Appleton postahivatala 1910 óta működik.